# الأراضي الأوكرانية التي تحتلها روسيا

الأراضي و المدن التي احتلتها روسيا

الأراضي الأوكرانية المحتلة من قبل روسيا هي المناطق الأوكرانية التي تسيطر عليها روسيا في الوقت الحالي ضمن مجرى الحرب الروسية الأوكرانية. وفقًا للقانون الأوكراني، تعرف هذه المناطق بأنها «المناطق المحتلة مؤقتًا من أوكرانيا».
بدأ الاحتلال في عام 2014 في أعقاب الغزو الروسي لشبه جزيرة القرم وضمها، وسيطرة الأمر الواقع على دونباس أوكرانيا خلال الحرب في شرقي أوكرانيا. في عام 2022، أطلقت القوات الروسية غزوًا شاملًا للبلاد ونجحت في احتلال عدد أكبر من الأراضي في كافة أنحاء البلاد. إلا أن القوات المسلحة الروسية أعلنت، نظرًا إلى المقاومة الأوكرانية الشرسة المتواصلة، إلى جانب التحديات اللوجستية (توقف قافلة كييف الروسي)، انسحابها من مقاطعات تشيرنييف وكييف وسومي وجيتومير مطلع أبريل.
في أوائل شهر سبتمبر من عام 2022، أنهت القوات الأوكرانية الاستعصاء الذي دام لأشهر على خطوط الجبهة عبر هجوم مضاد ناجح في إقليم خاركيف، وأوقعت هزيمة كاسحة بالقوات الروسية بإرغامها على الانسحاب. ومن ثم حققت القوات الأوكرانية في وقت لاحق من شهر نوفمبر نجاحًا باهرًا مرة أخرى بهجوم مضاد في الجنوب باستعادتها مدينة خيرسون في 11 من شهر نوفمبر.
في 30 سبتمبر من عام 2022، أعلنت روسيا ضم مقاطعات دونيتسك وخيرسون ولوهانسك زابوريجيجيا، على الرغم من احتلالها لجزء فحسب من الأراضي التي استولت عليها. ردت الجمعية العامة للأمم المتحدة بإقرارها قرارًا يرفض هذا الضم باعتباره غير شرعي ودعمها لحق أوكرانيا في وحدة أراضيها.
قبل عام 2022، احتلت روسيا 42 ألف كم مربع (16 ألف ميل مربع) من أراضي أوكرانيا (القرم وأجزاء من دونيتسك ولوهانسك)، واحتلت 119 ألف كم مربع أخرى (46 ألف ميل مربع) بعد الغزو الشامل الذي شنته بحلول شهر مارس من عام 2022، وهو ما بلغ إجماليه 161 ألف كم مربع (62 ألف ميل مربع)، أو نحو 27٪ من أراضي أوكرانيا. بحلول 11 نوفمبر من عام 2022، قدر معهد دراسة الحرب أن القوات الأوكرانية قد حررت منطقة تبلغ مساحتها 44,374 كم مربع (28,743 ميل مربع) من الاحتلال الروسي، تاركة روسيا مسيطرة على نحو 18٪ من أراضي أوكرانيا. خلال كامل العام 2023، استولت القوات الروسية على 518 كم مربع فقط (200 ميل مربع) من الأراضي الأوكرانية، على الرغم من الخسائر الفادحة في ميدان المعركة.

## الخلفية
مع الميدان الأوروبي وثورة الكرامة منذ عام 2013، أفضت الاحتجاجات الشعبية في أرجاء أوكرانيا إلى الإطاحة الرئيس الأوكراني فيكتور يانوكوفيتش الموالي لروسيا من قبل الرادا فيرخوفنا (برلمان أوكرانيا)، مع فرار الرئيس إلى روسيا. تسببت مشاعر الدعم المتعاظمة لأوروبا وسط فترة الاضطرابات هذه بتوتر في الكريملين، وأمر الرئيس الروسي فلاديمير بوتين بتعبئة الجيش والقوات المنقولة جوًا على الفور لغزو القرم، وسيطرت بسرعة على المباني الحكومية الرئيسية وحاصرت الجيش الأوكراني في قواعده على امتداد شبه جزيرة القرم. بعد ذلك بفترة قصيرة، أعلن الضباط الذين عينتهم روسيا عن استفتاء انضمام القرم إلى روسيا وأجروه، وهو إجراء وصفته المنظمات الغربية والمستقلة بأنه غير شرعي. رفض الكرملين هذه الادعاءات وسرعان ما ضم القرم بصورة رسمية إلى روسيا، مما دفع الأمم الغربية إلى إنزال عقوبات ضد روسيا كرد على ذلك. إضافة إلى ذلك، ومع الاحتجاجات المضادة المؤيدة لروسيا على امتداد أوكرانيا الجنوبية والشرقية كرد على الإطاحة بيانوكوفيتش، سرت شائعات عن أن روسيا دعمت القوات الانفصالية الروسية والموالية لروسيا في إقليم الدونباس في السيطرة على المباني الحكومية الرئيسية. تمكن هؤلاء الانفصاليون في النهاية من إنشاء جمهوريتي لوهانسك ودونيتسك الشعبيتين، ودخلوا منذ ذلك الحين في صراع ضد الحكومة الأوكرانية الموالية لأوروبا اليوم، وهو ما عرف بالحرب في الدونباس (أعلنت روسيا «ضمها» بعد الغزو الروسي لأوكرانيا في عام 2022).
ردًا على التدخل العسكري الروسي، تبنى البرلمان الأوكراني قوانين حكومية (مع تحديثات وإضافات أخرى) لمنح جمهورية القرم ذاتية الحكم وأجزاء إقليمي دونيتسك ولوهانسك مكانة أراض محتلة وليست تحت السيطرة بصورة مؤقتة:
1. قانون أوكرانيا رقم 1207-7 (15 أبريل 2014) «ضمان الحرية والحقوق والتشريعات القانونية للمواطنين في الأراضي المحتلة مؤقتًا من أوكرانيا».[13]
2. مناطق مقاطعات دونيتسك ولوهانسك الانفصاليين:[14]
  - مرسوم حكومة وزراء أوكرانيا رقم 1085-ب (7 نوفمبر 2014) «قائمة مستوطنات على أراض غير مسيطر عليها بصورة مؤقتة من قبل سلطات الحكومة، وقائمة من المعالم الواقعة على خط التماس»
  - قانون أوكرانيا رقم 254-19-4 (17 مارس 2015) «عن الاعتراف بمناطق ومدن وقرى وبلدات انفصالية في إقليمي لوهانسك ودونيتسك بأنها أراض محتلة بصورة مؤقتة».[15]

حقق بيترو بوروشينكو، أحد قادة المعارضة خلال الميدان الأوروبي، فوزًا كاسحًا في الانتخابات ليخلف الرئيس المؤقت تورتشينوف، بعد 3 أشهر من الإطاحة بيانوكوفيتش.

## قبل فبراير 2022
منذ ضمها للقرم في شهر مارس من عام 2014، أدارت روسيا شبه الجزيرة تحت كيانين فيدراليين: جمهورية القرم ومدينة سيفاستوبول الفيدرالية. وواصلت أوكرانيا مطالبتها بشبه الجزيرة بصفتها جزءًا متممًا لأراضيها، وهو ما تدعمه معظم الحكومات الأجنبية من خلال القرار 28\262 للجمعية العامة للأمم المتحدة، على الرغم من أن روسيا وبعض الدول الأعضاء في الأمم المتحدة كانت قد أعربت عن دعمها لاستفتاء القرم لعام 2014، الذي كان ينطوي على الاعتراف بالقرم كجزء من الاتحاد الروسي. في عام 2015، حدد البرلمان الأوكراني بصورة رسمية تاريخ 20 فبراير من عام 2014 على أنه تاريخ «بدء الاحتلال المؤقت للقرم وسيفاستوبول من قبل روسيا».
غالبًا ما يشار باختصار إلى الأجزاء غير المسيطر عليها من مقاطعتي دونيتسك ولوهانسك ب «أوردلو» من قبل الأوكران، ولا سيما ضمن وسائل الإعلام الأوكرانية. ظهر المصطلح للمرة الأولى في القانون الأوكراني رقم 1680\7 (أوكتوبر 2014). تشير وثائق بروتوكول مينسك ومنظمة الأمن والتعاون في أوروبا إلى المقاطعتين بأنها «مناطق محددة من إقليمي لوهانسك ودونيتسك» من أوكرانيا.
وزارة إعادة دمج الأراضي المحتلة مؤقتًا هي وزارة حكومية أوكرانية تشرف على سياسة الحكومة تجاه الإقليمين. حتى عام 2019، اعتبرت الحكومة أن 7٪ من أراضي أوكرانيا تحت الاحتلال. سمى القرار 73\194 للجمعية العامة للأمم المتحدة، الذي جرى تبنيه في 17 من شهر ديسمبر من عام 2019، القرم بأنها تقع تحت «احتلال مؤقت».
أثيرت مخاوف الجيش الأوكراني في عام 2019 إثر نشر صواريخ كروز 3أم-54 كاليبر على البحرية الروسية وسفن خفر السواحل التي كانت ناشطة في بحر آزوف، المحاذي للأراضي المحتلة مؤقتًا. نتيجة لذلك، يعاني مرفآ ماريوبول وبيرديانسك البحريين في إقليم بريازوفيان من تزايد في انعدام الأمن (استولي على كلتا المدينتين في عام 2022).
وقد سرت شائعات عن استخدام تيمريوك وتاغانروغ، مرفأين آخرين على بحر آزوف، لإخفاء حقيقة أن مصدر الفحم الصلب والغاز الطبيعي المسال هو الأراضي المحتلة مؤقتًا.